# Rozularia
Rozularia (Rosularia (DC.) Stapf) – rodzaj roślin należący do rodziny gruboszowatych (Crassulaceae DC. in Lam. & DC.). Obejmuje co najmniej 31 gatunków występujących naturalnie w Etiopii, Afryce Północnej, na Krecie, w Turcji, Azji Środkowej oraz w Himalajach.

## Systematyka
Pozycja systematyczna według Angiosperm Phylogeny Website (aktualizowany system APG III z 2009)
Rodzaj ten należy do podrodziny Sedoideae, rodziny gruboszowatych Crassulaceae DC. in Lam. & DC., do rzędu skalnicowców (Saxifragales Dumort.) i wraz z nim do okrytonasiennych. 
Pozycja systematyczna według systemu Reveala (1993-1999)
Gromada okrytonasienne (Magnoliophyta Cronquist), podgromada Magnoliophytina Frohne & U. Jensen ex Reveal, klasa Rosopsida Batsch, podklasa różowe (Rosidae Takht.), nadrząd Saxifraganae Reveala, rząd skalnicowce (Saxifragales Dumort.), rodzina gruboszowate (Crassulaceae DC. in Lam. & DC.), podrodzina Sedoideae, plemię Sedeae
Wykaz gatunków
- Rosularia adenotricha (Wall. ex Edgew.) C.-A. Jansson
- Rosularia aizoon (Fenzl) A. Berger – rozularia gronkowa
- Rosularia alpestris (Kar. & Kir.) Boriss.
- Rosularia blepharophylla Eggli
- Rosularia borissovae U.P.Pratov
- Rosularia chrysantha (Boiss. & Heldr. ex Boiss.) Takhtajan – rozularia złocista
- Rosularia davisii Muirhead
- Rosularia elymaitica (Boiss. & Hausskn. ex Boiss.) A. Berger
- Rosularia glabra (Regel & Winkl.) A.Berger
- Rosularia globulariifolia (Fenzl) A. Berger
- Rosularia haussknechtii (Boiss. & Reut. ex Boiss.) A. Berger
- Rosularia jaccardiana (Maire & Wilczek) H. Ohba
- Rosularia libanotica (L.) Sam.
- Rosularia lineata (Boiss.) A.Berger
- Rosularia pallida (Schott & Kotschy) Stapf
- Rosularia pallidiflora (Holmboe) Meikle
- Rosularia persica (Boiss.) A. Berger
- Rosularia pilosa (Fischer ex M. Bieberstein) Boriss.
- Rosularia platyphylla (Schrenk) A.Berger
- Rosularia radicosa (Boiss. & Hohen.) Eggli
- Rosularia rechingeri C.-A. Jansson
- Rosularia rosulata (Edgew.) H. Ohba
- Rosularia schischkinii Boriss.
- Rosularia sedoides (Decne.) H. Ohba – rozularia rozchodnikowata
- Rosularia semiensis (J. Gay ex A. Richard) H. Ohba
- Rosularia sempervivoides (Fischer ex M. Bieberstein) Boriss. – rozularia rojnikowata
- Rosularia serpentinica (Werderm.) Muirhead
- Rosularia serrata (L.) A.Berger
- Rosularia subspicata (Freyn) Boriss.
- Rosularia viguieri (Raym.-Hamet ex Fröd.) G.R.Sarwar

Mieszańce międzygatunkowe
- Rosularia × lutea Boriss.